# عمادالدین شیخ‌الحکمایی
عمادالدین شیخ‌الحکمایی (زاده ۱۳۴۶ در کازرون)، مسئول کتابخانه و بخش کتیبه‌ها و اسناد مؤسسه باستان‌شناسی دانشگاه تهران، عضو هیئت علمی همایش آیین‌های ایرانی، نیایش و آب دانشگاه تهران، عضو هیئت تحریریه مجله گلستان هنر فرهنگستان هنر، عضو کمیته پژوهش فرهنگستان هنر، مدیر انتشارات کازرونیه، عضو کمیته کارشناسی خرید کتب خطی کتابخانه ملی ایران، عضو هیئت تحریریه مجله وقف میراث جاویدان نشریه پژوهشی سازمان اوقاف و امور خیریه، مشاور پژوهشی معاونت فرهنگی سازمان اوقاف و امور خیریه، مسئول بخش کتیبه‌ها و اسناد مؤسسه باستان‌شناسی دانشگاه تهران و کارشناس پژوهشی مؤسسه باستان‌شناسی دانشگاه تهران است.

## زندگی‌نامه
عمادالدین شیخ‌الحکمایی در سال ۱۳۴۶ در شهر کازرون متولد شد. وی تا پایان دوره دبیرستان در کازرون زندگی می‌کرد و فارغ‌التحصیل رشتهٔ ادبیات فارسی از دانشگاه تهران است. یک بار با افتتاح مدرسهٔ علمیه صالحیه کازرون و یکبار پس از اتمام دوره کارشناسی دانشگاه جمعاً به مدت دو سال در این مدرسه تحصیل نمود. مجدداً به تهران برگشت و اولین کار قراردادی خود را برای بررسی و شناسایی کتیبه‌های شهرستان کازرون با سازمان میراث فرهنگی آغاز نمود.
مؤسسهٔ باستان‌شناسی تهران در همین سال از او دعوت به کار کرد، کاری که تا کنون هم ادامه دارد. وی از دانشکده زبان‌های خارجی دانشکده پروجا ایتالیا بورس زبان ایتالیایی دریافت نمود و با زبان ایتالیایی آشنا شد. ایشان مدرک کارشناسی ارشد تاریخ را هم گرفت. وی در زمینه کتیبه‌شناسی و سندشناسی در دانشکده میراث فرهنگی، مؤسسه آموزش عالی سوره، دانشگاه آزاد تهران واحد مرکز و گروه تاریخ دانشگاه تهران به تدریس اشتغال داشته و دارد. اواخر سال گذشته به دعوت مدرسهٔ مطالعات عالی دانشگاه سوربن و سپس دانشگاه فیلیپس آلمان به مدت یک ترم تدریس اسناد و کتیبه‌های ایران پرداخت. از آثار آقای شیخ الحکمایی بیش از ۶ کتاب و ۵۰ مقاله به چاپ رسیده‌است.
آخرین اثر منتشر شده وی به نام فهرست اسناد بقعه شیخ صفی الدین اردبیلی در مرداد سال جاری برگزیده همایش حامیان نسخ خطی کتابخانه ملی شد. در کارنامه ایشان آثاری در حوزه نقد، تهیه طرحهای پژوهشی، مشاوره پایان‌نامه، عضویت در هیئت تحریریه و دبیری مجلات معتبر فرهنگی و برپایی موزه و نمایشگاه و مهمتر از همه تأسیس انتشارات کازرونیه و انتشار بیش از بیست جلد کتاب در زمینه کازرون پژوهی و فارس پژوهی توسط نویسندگان مختلف دیده می‌شود.

## آثار
- ۱۳۷۶ مفتاح الهدایه و مصباح العنایه، محمودبن عثمان، (پژوهش و تصحیح)، تهران، روزنه.
- ۱۳۸۱ کازرونیه، دفتر اول (مجموعه مقالات کازرون‌شناسی)، تهران، نشر کازرونیه.
- ۱۳۸۳ مجموعه تاریخ شفاهی گفتگو با چهره‌ها (چهار جلد).
- گفتگو با عبدالنبی سلامی، پژوهشگر ارشد مردم‌شناسی، تهران، نشرکازرونیه.
- گفتگو با دکتر ابراهیم فیوضات، جامعه‌شناس و استاد دانشگاه، تهران، نشرکازرونیه.
- گفتگو با محمدجواد بهروزی، شاعر و نویسنده، تهران، نشرکازرونیه.
- گفتگو با محمدعلی فرشته‌حکمت، شاعر و نویسنده، تهران، نشرکازرونیه.
- ۱۳۸۵ کازرونیه، دفتر دوم (مجموعه مقالات کازرون‌شناسی)، نشر کازرونیه.
- ۱۳۸۵ کازرونیه، دفتر سوم (مجموعه مقالات کازرون‌شناسی، مقالات حسن حاتمی)، نشر کازرونیه.
- ۱۳۸۷ فهرست اسناد بقعه شیخ صفی الدین اردبیلی، موزه ملی و کتاب‌خانه مجلس شورای اسلامی، (اثر برگزیده کتابخانه ملی)
- ۱۳۸۸ اسناد معماری ایران، دفتر اول، تهران، فرهنگستان هنر و دانشنامه معماری ایران.
- ۱۳۸۹ کتابچه املاک اینجوی فارس، مشترک با استاد ایرج افشار، فرهنگستان هنر و دانشنامه معماری ایران.
- ۱۳۹۱ تاریخ بوشهر، تألیف محمدحسین سعادت، تصحیح و پژوهش (با همکاری دکتر عبدالرسول خیراندیش)، تهران، مرکز پژوهشی میراث مکتوب.

## جوایز و نشان‌های علمی
- ۱۳۸۸ کتاب برگزیده نهمین آیین بزرگداشت حامیان نسخ خطی (کتابخانه ملی) در حوزه فهرست‌نگاری با عنوان:

فهرست اسناد بقعه شیخ صفی الدین اردبیلی، موزه ملی و کتاب‌خانه مجلس شورای اسلامی،
- ۱۳۸۶ مقاله برگزیده هشتمین آیین بزرگداشت حامیان نسخ خطی با عنوان:

```
 «مهرهای سفینه تبریز» نامه بهارستان، ش ۱۱–۱۲، فروردین ۱۳۸۶، صص ۱۷۳–۱۷۸.
```

- ۱۳۸۵ ناشر برگزیده حوزه تاریخ تمدن ایران اسلام، کمیته ایران و اسلام شورای عالی انقلاب فرهنگی و معاونت فرهنگی وزارت فرهنگ و ارشاد اسلامی.
- ۱۳۸۴ ناشر برگزیده جشن فرهنگ فارس، شیراز، اداره کل فرهنگ و ارشاد اسلامی فارس.